# Fluxinella
Fluxinella is een geslacht van weekdieren uit de klasse van de Gastropoda (slakken).

## Soorten
- Fluxinella asceta Marshall, 1991
- Fluxinella brychia Marshall, 1991
- Fluxinella discula (Dall, 1889)
- Fluxinella euphanes Marshall, 1991
- Fluxinella gelida (Barnard, 1963)
- Fluxinella lenticulosa B. A. Marshall, 1983
- Fluxinella lepida B. A. Marshall, 1983
- Fluxinella marginata (Schepman, 1909)
- Fluxinella maxwelli B. A. Marshall, 1983 †
- Fluxinella megalomphala Marshall, 1991
- Fluxinella membranacea B. A. Marshall, 1991
- Fluxinella polita Marshall, 1991
- Fluxinella runcinata Marshall, 1991
- Fluxinella solarium (Barnard, 1963)
- Fluxinella stellaris Bozzetti, 2008
- Fluxinella stenomphala (Melvill, 1910)
- Fluxinella stirophora Marshall, 1991
- Fluxinella tenera Marshall, 1991
- Fluxinella trochiformis (Schepman, 1909)
- Fluxinella vitrea (Okutani, 1968)
- Fluxinella vitrina Poppe, Tagaro & Stahlschmidt, 2015
- Fluxinella xysila Marshall, 1991